# Neoapaloxylon tuberosum
Neoapaloxylon tuberosum là một loài thực vật có hoa trong họ Đậu. Loài này được (R.Vig.) Rauschert mô tả khoa học đầu tiên.